# NGC 3
NGC 3 je lećasta galaksija u zviježđu Riba.